# 1956 у телебаченні
Список 1956 у телебаченні описує події у сфері телебачення, що відбулися 1956 року.

## Події

### Червень
- 21 червня — Початок мовлення нового сталінського регіонального державного телеканалу «Донецька ОДТРК».